# Tony Award de la meilleure partition originale
Le Tony Award de la meilleure partition originale (Tony Award for Best Original Score) est un prix récompensant les meilleures compositeurs et paroliers de comédies musicales, jouées à Broadway, New York. Pour concourir dans cette catégorie, la musique et les paroles doivent être originales et écrites spécialement pour une production musicale. Le prix a subi un certain nombre de modifications mineures. En 1947, 1950, 1951 et 1962, le prix était décerné au compositeur seulement. Dernière exception, en 1971, deux prix ont été donnés distinctement (bien que Stephen Sondheim ait remporté les deux, étant à la fois compositeur et parolier pour la comédie musicale Company). Comme les autres Tony Awards, il est remis lors d'une cérémonie ayant lieu mi-juin, chaque année.

## Gagnants et nommés

### Années 1940
| - 1947: Street Scene – Kurt Weill (musique) - Pas de nommés | - 1949: Kiss Me, Kate – Cole Porter (musique et paroles) - Pas de nommés |

### Années 1950
| - 1950: South Pacific – Richard Rodgers (musique) - Pas de nommés | - 1951: Call Me Madam – Irving Berlin (musique) - Pas de nommés |

### Années 1960
| - 1962: No Strings – Richard Rodgers (musique et paroles) - Kwamina – Richard Adler (musique et paroles) - Milk and Honey – Jerry Herman (musique et paroles) - How to Succeed in Business Without Really Trying – Frank Loesser (musique et paroles) - 1963: Oliver! – Lionel Bart (musique et paroles) - Stop the World – I Want to Get Off – Anthony Newley (musique) et Leslie Bricusse (paroles) - Little Me – Cy Coleman (musique) et Carolyn Leigh (paroles) - Bravo Giovanni – Milton Schafer (musique) et Ronny Graham - 1964: Hello, Dolly! – Jerry Herman (musique et paroles) - High Spirits – Hugh Martin et Timothy Gray (musiques et paroles) - 110 in the Shade – Harvey Schmidt (musique) et Tom Jones (paroles) - Funny Girl – Jule Styne (musique) et Bob Merrill (paroles) - 1965: Un violon sur le toit – Jerry Bock (musique) et Sheldon Harnick (paroles) - The Roar of the Greasepaint – The Smell of the Crowd – Anthony Newley (musique) et Leslie Bricusse (paroles) - Half a Sixpence – David Heneker (musique et paroles) - Do I Hear a Waltz? – Richard Rodgers (musique) et Stephen Sondheim (paroles) | - 1966: L'Homme de la Mancha – Mitch Leigh (musique) et Joe Darion (paroles) - Sweet Charity – Cy Coleman (musique) et Dorothy Fields (paroles) - Mame – Jerry Herman (musique et paroles) - On a Clear Day You Can See Forever – Burton Lane (musique) et Alan Jay Lerner (paroles) - 1967: Cabaret – John Kander (musique) et Fred Ebb (paroles) - The Apple Tree – Jerry Bock (musique) et Sheldon Harnick (paroles) - Walking Happy – Jimmy Van Heusen (musique) et Sammy Cahn (paroles) - I Do! I Do! – Harvey Schmidt (musique) et Tom Jones (paroles) - 1968: Hallelujah, Baby! – Jule Styne (musique), Betty Comden et Adolph Green (paroles) - How Now, Dow Jones – Elmer Bernstein (musique) et Carolyn Leigh (paroles) - Illya Darling – Manos Hadjidakis (musique) et Joe Darion (paroles) - The Happy Time – John Kander (musique) et Fred Ebb (paroles) |

### Années 1970
| - 1971 Company – Stephen Sondheim (musique et paroles) - The Rothschilds – Jerry Bock (musique) et Sheldon Harnick (paroles) - The Me Nobody Knows – Gary William Friedman (musique) et Will Holt (paroles) - 1972: Follies – Stephen Sondheim (musique et paroles) - Ain't Supposed to Die a Natural Death – Melvin Van Peebles (musique et paroles) - Jesus Christ Superstar – Andrew Lloyd Webber (musique) et Tim Rice (paroles) - Two Gentlemen of Verona – Galt MacDermot (musique) et John Guare (paroles) - 1973: A Little Night Music – Stephen Sondheim (musique et paroles) - Don't Bother Me, I Can't Cope – Micki Grant (musique et paroles) - Much Ado About Nothing – Peter Link (musique) - Pippin – Stephen Schwartz (musique et paroles) - 1974: Gigi – Frederick Loewe (musique) et Alan Jay Lerner (paroles) - The Good Doctor – Peter Link (musique) et Neil Simon (paroles) - Raisin – Judd Woldin (musique) et Robert Brittan (paroles) - Seesaw – Cy Coleman (musique) et Dorothy Fields (paroles) - 1975: The Wiz – Charlie Smalls (musique et paroles) - Letter for Queen Victoria – Alan Lloyd (musique et paroles) - Shenandoah – Gary Geld (musique) et Peter Udell (paroles) - The Lieutenant – Gene Curty, Nitra Scharfman et Chuck Strand (musique et paroles) | - 1976: A Chorus Line – Marvin Hamlisch (musique) et Edward Kleban (paroles) - Chicago – John Kander (musique) et Fred Ebb (paroles) - Pacific Overtures – Stephen Sondheim (musique et paroles) - Treemonisha – Scott Joplin - 1977: Annie – Charles Strouse (musique) et Martin Charnin (paroles) - Godspell – Stephen Schwartz (musique et paroles) - I Love My Wife – Cy Coleman (musique) et Michael Stewart (paroles) - Happy End – Kurt Weill (musique), Bertolt Brecht (paroles) et Michael Feingold (adaptation) - 1978: On the Twentieth Century – Cy Coleman (musique), Betty Comden et Adolph Green (paroles) - The Act – John Kander (musique) et Fred Ebb (paroles) - Runaways – Elizabeth Swados (musique et paroles) - Working – Craig Carnelia, Stephen Schwartz, Micki Grant, Mary Rodgers, James Vernon Taylor et Susan Birkenhead (musique et paroles) - 1979: Sweeney Todd: The Demon Barber of Fleet Street – Stephen Sondheim (musique et paroles) - Carmelina – Burton Lane (musique) et Alan Jay Lerner (paroles) - Eubie! – Eubie Blake (musique), Noble Sissle, Andy Razafe, F.E. Miller, Johnny Brandon et Jim Reese Europe (paroles) - The Grand Tour – Jerry Herman (musique et paroles) |

### Années 1980
| - 1980: Evita – Andrew Lloyd Webber (musique) et Tim Rice (paroles) - A Day in Hollywood/A Night in the Ukraine – Frank Lazarus (musique) et Dick Vosburgh (paroles) - Barnum – Cy Coleman (musique) et Michael Stewart (paroles) - Sugar Babies – Arthur Malvin (musique et paroles) - 1981: Woman of the Year – John Kander (musique) et Fred Ebb (paroles) - Charlie and Algernon – Charles Strouse (musique) et David Rogers (paroles) - Copperfield – Al Kasha et Joel Hirschhorn (musique et paroles) - Shakespeare's Cabaret – Lance Mulcahy (musique) - 1982: Nine – Maury Yeston (musique et paroles) - Dreamgirls – Henry Krieger (musique) et Tom Eyen (paroles) - Joseph and the Amazing Technicolor Dreamcoat – Andrew Lloyd Webber (musique) et Tim Rice (paroles) - Merrily We Roll Along – Stephen Sondheim (musique et paroles) - 1983: Cats – Andrew Lloyd Webber (musique) et T. S. Eliot (paroles) - A Doll's Life – Larry Grossman (musique), Betty Comden et Adolph Green (paroles) - Merlin – Elmer Bernstein (musique) et Don Black (paroles) - Seven Brides for Seven Brothers – Gene de Paul (musique), Al Kasha et Joel Hirschhorn (musique et paroles) et Johnny Mercer (paroles) - 1984: La Cage aux Folles – Jerry Herman (musique et paroles) - Baby – David Shire (musique) et Richard Maltby, Jr. (paroles) - The Rink – John Kander (musique) et Fred Ebb (paroles) - Sunday in the Park with George – Stephen Sondheim (musique et paroles) | - 1985: Big River – Roger Miller (musique et paroles) - Grind – Larry Grossman (musique) et Ellen Fitzhugh (paroles) - Quilters – Barbara Damashek (musique et paroles) - 1986: The Mystery of Edwin Drood – Rupert Holmes (musique et paroles) - The News – Paul Schierhorn (musique et paroles) - Song and Dance – Andrew Lloyd Webber (musique), Don Black et Richard Maltby, Jr. (paroles) - Wind in the Willows – William P. Perry (musique) et Roger McGough (paroles) - 1987: Les Misérables – Claude-Michel Schönberg (musique) et Herbert Kretzmer (paroles) - Me and My Girl – Noel Gay (musique), L. Arthur Rose et Douglas Furber (paroles) - Rags – Charles Strouse (musique) et Stephen Schwartz (paroles) - Starlight Express – Andrew Lloyd Webber (musique) et Richard Stilgoe (paroles) - 1988: Into the Woods – Stephen Sondheim (musique et paroles) - The Phantom of the Opera – Andrew Lloyd Webber (musique), Charles Hart et Richard Stilgoe (paroles) - Romance/Romance – Keith Herrmann (musique) et Barry Harman (paroles) - Sarafina! – Mbongeni Ngema et Hugh Masekela (musique et paroles) |

### Années 1990
| - 1990: City of Angels – Cy Coleman (musique) et David Zippel (paroles) - Aspects of Love – Andrew Lloyd Webber (musique), Don Black et Charles Hart (paroles) - Grand Hotel the Musical – Robert Wright, George Forrest et Maury Yeston (musique et paroles) - Meet Me in St. Louis – Hugh Martin et Ralph Blane (musique et paroles) - 1991: Will Rogers Follies – Cy Coleman (musique), Betty Comden et Adolph Green (paroles) - Once on This Island – Stephen Flaherty (musique) et Lynn Ahrens (paroles) - Miss Saigon – Claude-Michel Schönberg (musique), Richard Maltby, Jr. et Alain Boublil (paroles) - The Secret Garden – Lucy Simon (musique) et Marsha Norman (paroles) - 1992: Falsettos – William Finn (musique et paroles) - Jelly's Last Jam – Jelly Roll Morton, Luther Henderson (musique) et Susan Birkenhead (paroles) - Metro – Janusz Stokłosa (musique), Agata Miklaszewska, Maryna Miklaszewska et Mary Bracken Phillips (paroles) - Nick & Nora – Charles Strouse (musique) et Richard Maltby, Jr. (paroles) - 1993: Kiss of the Spider Woman – John Kander (musique) et Fred Ebb (paroles) et Tommy – Pete Townshend (musique et paroles) - Anna Karenina – Daniel Levine (musique) et Peter Kellogg (paroles) - The Song of Jacob Zulu – Ladysmith Black Mambazo (musique et paroles) et Tug Yourgrau (paroles) - 1994: Passion – Stephen Sondheim (musique et paroles) - La Belle et la Bête – Alan Menken (musique), Howard Ashman et Tim Rice (paroles) - Cyrano: The Musical – Ad van Dijk (musique), Koen van Dijk, Peter Reeves et Sheldon Harnick (paroles) | - 1995: Sunset Boulevard – Andrew Lloyd Webber (musique), Don Black et Christopher Hampton (paroles) - Pas de nommés - 1996: Rent – Jonathan Larson (musique et paroles) - Big: the musical – David Shire (musique) et Richard Maltby, Jr. (paroles) - Bring in 'da Noise, Bring in 'da Funk – Daryl Waters et Zane Mark (musique), Ann Duquesnay (musique et paroles), George C. Wolfe et Reg E. Gaines (paroles) - State Fair – Richard Rodgers (musique) et Oscar Hammerstein II (paroles) - 1997: Titanic – Maury Yeston (musique et paroles) - Juan Darien – Elliot Goldenthal (musique et paroles) - The Life – Cy Coleman (musique) et Ira Gasman (paroles) - Steel Pier – John Kander (musique) et Fred Ebb (paroles) - 1998: Ragtime – Stephen Flaherty (musique) et Lynn Ahrens (paroles) - The Capeman – Paul Simon (musical) et Derek Walcott (paroles) - Le Roi lion – Elton John et Hans Zimmer (musique), Tim Rice et Julie Taymor (paroles), Lebo M, Mark Mancina et Jay Rifkin (musique et paroles) - Side Show – Henry Krieger (musique) et Bill Russell (paroles) - 1999: Parade – Jason Robert Brown (musique et paroles) - The Civil War – Frank Wildhorn (musique) et Jack Murphy (paroles) - Footloose – Tom Snow (musique), Dean Pitchford (paroles), Kenny Loggins, Eric Carmen, Sammy Hagar et Jim Steinman (musique et paroles) - La Nuit des rois – Jeanine Tesori (musique) |

### Années 2000
| - 2000: Aida – Elton John (musique) et Tim Rice (paroles) - James Joyce's The Dead – Shaun Davey (musique et paroles) et Richard Nelson (paroles) - Marie Christine – Michael John LaChiusa (musique et paroles) - The Wild Party – Michael John LaChiusa (musique et paroles) - 2001: The Producers – Mel Brooks (musique et paroles) - A Class Act – Edward Kleban (musique et paroles) - The Full Monty – David Yazbek (musique et paroles) - Jane Eyre – Paul Gordon (musique et paroles) et John Caird (paroles) - 2002: Urinetown – Mark Hollmann (musique et paroles) et Greg Kotis (paroles) - Sweet Smell of Success – Marvin Hamlisch (musique) et Craig Carnelia (paroles) - Thou Shalt Not – Harry Connick, Jr. (musique et paroles) - Thoroughly Modern Millie – Jeanine Tesori (musique) et Dick Scanlan (paroles) - 2003: Hairspray – Marc Shaiman (musique et paroles) et Scott Wittman (paroles) - Amour – Michel Legrand (musique), Didier van Cauwelaert (paroles françaises originales), Jeremy Sams (paroles anglaises) - Urban Cowboy – various composers - A Year with Frog and Toad – Robert Reale (musique) et Willie Reale (paroles) - 2004: Avenue Q – Robert Lopez (musique et paroles) et Jeff Marx (musique et paroles) - Caroline, or Change – Jeanine Tesori (musique) et Tony Kushner (paroles) - Taboo – Boy George (musique et paroles) - Wicked – Stephen Schwartz (musique et paroles) | - 2005: The Light in the Piazza – Adam Guettel (musique et paroles) - Dirty Rotten Scoundrels – David Yazbek (musique et paroles) - Spamalot – John Du Prez (musique) et Eric Idle (musique et paroles) - The 25th Annual Putnam County Spelling Bee – William Finn (musique et paroles) - 2006: The Drowsy Chaperone – Lisa Lambert et Greg Morrison (musique et paroles) - The Color Purple – Brenda Russell, Allee Willis et Stephen Bray (musique et paroles) - The Wedding Singer – Matthew Sklar (musique) et Chad Beguelin (paroles) - The Woman in White – Andrew Lloyd Webber (musique) David Zippel (paroles) - 2007: L'Éveil du printemps – Duncan Sheik (musique) et Steven Sater (paroles) - Curtains – John Kander (musique et paroles), Fred Ebb et Rupert Holmes (paroles) - Grey Gardens – Scott Frankel (musique) et Michael Korie (paroles) - Legally Blonde – Laurence O'Keefe et Nell Benjamin (musique et paroles) - 2008: In the Heights – Lin-Manuel Miranda (musique et paroles) - Cry-Baby – David Javerbaum et Adam Schlesinger (musique et paroles) - La Petite Sirène – Alan Menken (musique), Howard Ashman et Glenn Slater (paroles) - Passing Strange – Stew (musique et paroles) et Heidi Rodewald (musique) - 2009: Next to Normal – Tom Kitt (musique) et Brian Yorkey (paroles) - 9 to 5 – Dolly Parton (musique et paroles) - Billy Elliot, the Musical – Elton John (musique) et Lee Hall (paroles) - Shrek the Musical – Jeanine Tesori (musique) et David Lindsay-Abaire (paroles) |

### Années 2010
| - 2010 : Memphis – David Bryan (musique et paroles) et Joe DiPietro (paroles) - The Addams Family – Andrew Lippa (musique et paroles) - Enron – Adam Cork (musique) et Lucy Prebble (paroles) - Fences – Branford Marsalis (musique) - 2011 : The Book of Mormon – Trey Parker, Robert Lopez et Matt Stone (musique et paroles) - The Scottsboro Boys – John Kander et Fred Ebb (musique et paroles) - Sister Act – Alan Menken (musique) et Glenn Slater (paroles) - Women on the Verge of a Nervous Breakdown – David Yazbek (musique et paroles) - 2012 : Newsies – Alan Menken (musique) et Jack Feldman (paroles) - Bonnie & Clyde – Frank Wildhorn (musique) et Don Black (paroles) - One Man, Two Guvnors – Grant Olding (musique et paroles) - Peter and the Starcatcher – Wayne Barker (musique) et Rick Elice (paroles) - 2013 : Kinky Boots – Cyndi Lauper (musique et paroles) - A Christmas Story, the Musical – Benj Pasek et Justin Paul (musique et paroles) - Hands on a Hardbody – Trey Anastasio (musique) et Amanda Green (musique et paroles) - Matilda the Musical – Tim Minchin (musique et paroles) - 2014 : The Bridges of Madison County – Jason Robert Brown (musique et paroles) - Aladdin – Alan Menken (musique) et Howard Ashman, Tim Rice et Chad Beguelin (paroles) - A Gentleman's Guide to Love and Murder – Steven Lutvak (musique et paroles) et Robert L. Freedman (paroles) - If/Then – Tom Kitt (musique) et Brian Yorkey (paroles) | - 2015 : Fun Home - Jeanine Tesori (musique ) et Lisa Kron (paroles) (musique et paroles) - The Last Ship - Sting (musique et paroles) - Something Rotten! - Wayne Kirkpatrick et Karey Kirkpatrick (musique et paroles) - The Visit - John Kander (musique) et Fred Ebb (paroles) - 2016 : Hamilton – Lin-Manuel Miranda (musique et paroles) - Bright Star – Edie Brickell (musique et paroles) et Steve Martin (musique) - School of Rock – Andrew Lloyd Webber (musique) et Glenn Slater (paroles) - Waitress – Sara Bareilles (musique et paroles) - 2017 : Dear Evan Hansen - Benj Pasek et Justin Paul (musique et paroles) - Natasha, Pierre & The Great Comet of 1812 - Dave Malloy (musique et paroles) - Groundhog Day - Tim Minchin (musique et paroles) - Come from Away - Irene Sankoff et David Hein - 2018 : The Band's Visit - David Yazbek (musique et paroles) - Angels in America - Adrian Sutton (musique et paroles) - Frozen - Kristen Anderson-Lopez et Robert Lopez - Mean Girls - Jeff Richmond et Nell Benjamin - SpongeBob SquarePants - 2019 : Hadestown - Anaïs Mitchell - Joe Iconis – Be More Chill - Eddie Perfect – Beetlejuice - Chad Beguelin et Matthew Sklar – The Prom - Adam Guettel – To Kill a Mockingbird - David Yazbek – Tootsie |

### Années 2020
- 2020 : A Christmas Carol - Christopher Nightingale
  - The Inheritance - Paul Englishby
  - The Rose Tattoo - Fitz Patton et Jason Michael Webb
  - Slave Play - Lindsay Jones
  - The Sound Inside - Daniel Kluger

- 2022 : Six – Toby Marlow et Lucy Moss (musique et paroles)
  - A Strange Loop – Michael R. Jackson (musique et paroles)
  - Flying Over Sunset – Tom Kitt (musique) et Michael Korie (paroles)
  - Mr. Saturday Night – Jason Robert Brown (musique) et Amanda Green (paroles)
  - Paradise Square – Masi Asare et Nathan Tysen (paroles) et Jason Howland (musique)

- 2023 : Kimberly Akimbo – Jeanine Tesori (musique) et David Lindsay-Abaire (paroles)
  - Almost Famous – Tom Kitt (musique et paroles) et Cameron Crowe (paroles)
  - KPOP – Helen Park et Max Vernon (musique et paroles)
  - Shucked – Brandy Clark et Shane McAnally (musique et paroles)
  - Some Like It Hot – Marc Shaiman (musique et paroles) et Scott Wittman (paroles)

- 2024 : Suffs – Shaina Taub (musique et paroles)
  - Days of Wine and Roses – Adam Guettel (musique et paroles)
  - Here Lies Love – David Byrne et Fatboy Slim (musique et paroles)
  - Stereophonic – Will Butler
  - The Outsiders – Jamestown Revival (Zach Chance et Jonathan Clay) et Justin Levine (musique et paroles)

- 2025 : Maybe Happy Ending – Will Aronson (musique et paroles) et Hue Park (paroles)
  - Dead Outlaw – Erik Della Penna et David Yazbek (musique et paroles)
  - Death Becomes Her – Noel Carey et Julia Mattison (musique et paroles)
  - Operation Mincemeat – David Cumming, Felix Hagan, Natasha Hodgson et Zoë Roberts (musique et paroles)
  - Real Women Have Curves – Joy Huerta et Benjamin Velez (musique et paroles)